# 칭이역
칭이역(중국어: 青衣, 광둥어 예일: Chīngyī, Tsing Yi)은 홍콩 지하철의 둥충 선과 홍콩 공항철도가 만나는 환승역이다. 둥충 선 승강장은 서니베이 역과 라이깅 역 사이에 있으며, 공항철도 승강장은 가우룽 역과 공항 역 사이에 있다. 역 상징색은 옥색이다. 칭이 역은 버스와 미니버스 노선이 모이는 환승정류장과 연결되며 산가이의 교통중심지 역할을 하고 있다.

## 위치
칭이 역은 가우룽과 홍콩 본토에서 살짝 서쪽에 자리잡은 칭이섬 북동부에 위치해 있다. 서쪽에는 칭이 공원이 있고 남쪽에는 칭이 경기장이 있으며 역 주변은 학교가 밀집한 주택가로 이루어져 있다.
홍콩 지하철의 여느 역과 마찬가지로 칭이 역도 대중교통기반 개발의 중심지로서, 지하철역 바로 위나 인근에 대규모 아파트 구역의 개발이 이루어졌다. 가우룽과 란타우 섬 사이라는 완벽한 입지로 MTR 개발공사는 칭이 역 주변에 상업 및 거주구역 개발에 크게 투자하였다. 이 같은 투자의 핵심에는 역과 바로 이어지는 대형 쇼핑몰, 마리팀 스퀘어와 역사 바로 위에 자리한 아파트단지 티에라베르데가 있다. 마리팀스퀘어는 내부면적이 46,170제곱미터에 달하며, 티에라베르데 단지는 12개 동에 3,500가구 규모이다.

## 역 구조
지상에 위치한 역이며 총 네 층으로 되어 있다. 1층에는 역 바깥에 택시정류장이 있으며 1층 대합실로 가는 통로가 있다. 대합실은 마리팀 스퀘어 쇼핑센터와 통합된 구조다. 2층에는 둥충 선 홍콩 역 방면 승강장이, 3층에는 둥충 선 둥충 역 방면 승강장이 자리잡고 있다. 공항철도 승하차 승강장에는 무료 와이파이 핫프맛이 있다. 다만 가우룽역이나 홍콩역과는 달리 인타운 체크인 서비스는 따로 없다.
여느 공항철도 역과 마찬가지로 공항철도 역사와 둥충선 역사가 별개의 요금구역으로 분리되어 있다. 칭이 역은 1번과 3번끼리, 그 위에 2번과 4번 승강장끼리 모여있는 구조로 되어 있다. 2번 승강장은 홍콩국제공항에서 공항철도를 타고와 하차하는 승객 전용으로 쓰이는 곳이지만 아침 7시부터 10시, 월~토요일에는 모닝익스프레스 열차도 운행된다.
| U6 주차장      | 주차장                       | 칭이 역 주차장                          |
| U4 상층 승강장 | 상층 출구                    | F출구, 마리팀 스퀘어, 고객센터          |
| U4 상층 승강장 | 상층 출구                    | ATM기                                   |
| U4 상층 승강장 | 상대식 승강장, 오른쪽문 열림 |                                         |
| U4 상층 승강장 | 승강장 3                     | ← 둥충선 둥충 방면 (서니베이)           |
| U4 상층 승강장 | 승강장 1                     | ← 홍콩 공항철도 박람관 방면 (공항)      |
| U4 상층 승강장 | 상대식 승강장, 왼쪽문 열림   |                                         |
| U4 상층 승강장 | 공항철도 대합실              | 고객센터, 화장실                        |
| U4 상층 승강장 | 공항철도 대합실              | 물품찾기 구역, MTR샵, ATM기             |
| U3 상가        | 상가                         | MTR샵                                   |
| U2 하층 승강장 | 하층 출구                    | G출구, 마리팀 스퀘어, 셀프서비스, MTR샵 |
| U2 하층 승강장 | 상대식 승강장, 왼쪽문 열림   |                                         |
| U2 하층 승강장 | 승강장 4                     | → 둥충선 홍콩 방면 (라이깅) →           |
| U2 하층 승강장 | 승강장 2                     | → 홍콩 공항철도 홍콩 방면 (가우룽) →    |
| U2 하층 승강장 | 상대식 승강장, 오른쪽문 열림 |                                         |
| U2 하층 승강장 | 공항철도 대합실              | 고객센터, 화장실                        |
| U2 하층 승강장 | 공항철도 대합실              | 택시정류장, MTR샵, ATM기                |
| U1             | 둥충선 대합실                | 출구, 교통환승센터, 고객센터            |
| U1             | 둥충선 대합실                | 마리팀 스퀘어, MTR샵, 항셍은행          |
| G              | 지상 출구                    | C출구, 물품찾기 구역, MTR샵             |

## 출입구
- A1: 교통환승센터
- A2: 티에라베르데
- B: 칭이 수영장
- C: 대중교통 환승센터
- F: 마리팀 스퀘어
- G: 마리팀 스퀘어[1]

## 교통

### 칭이 역 교통환승센터 (A1 출구)

#### 버스
| 노선 | 행선지          | 주                                                        |
| ---- | --------------- | --------------------------------------------------------- |
| 68A  | 롱핑 단지       | 췬완, 튄문/헝서이규 경유                                  |
| 68E  | 윈롱 남부       | 윈롱 경유                                                 |
| 248M | 청왕 단지       |                                                           |
| 249M | 메이페어 가든스 |                                                           |
| 249X | 사틴 중심부     |                                                           |
| 279X | 륀워허이, 판링  | 팅카우 교-다이람 터널-산틴 고속도로-성서이/와밍 단지 경유 |

#### 미니버스
| 노선 | 행선지          | 주                           |
| ---- | --------------- | ---------------------------- |
| 88E  | 칭이 단지       |                              |
| 88F  | 램블러 크리스트 |                              |
| 140M | 삼싱 단지       | 팅카우 교 경유               |
| 308M | 시크리스트 빌라 | 삼쳉의 팅카우 교를 경유한다. |
| 310M | 리비에라 가든스 |                              |

### 택시정류장과 파크아일랜드 버스정류장 (C출구)
이곳에서는 시내 택시 (붉은색)과 신가이 택시 (초록색)의 두 가지 유형의 택시를 잡을 수 있다. 또 파크아일랜드 트랜스포트 컴퍼니에서 파크아일랜드까지 운행되는 입주자용 NR330번 버스를 운행한다.

## 사진

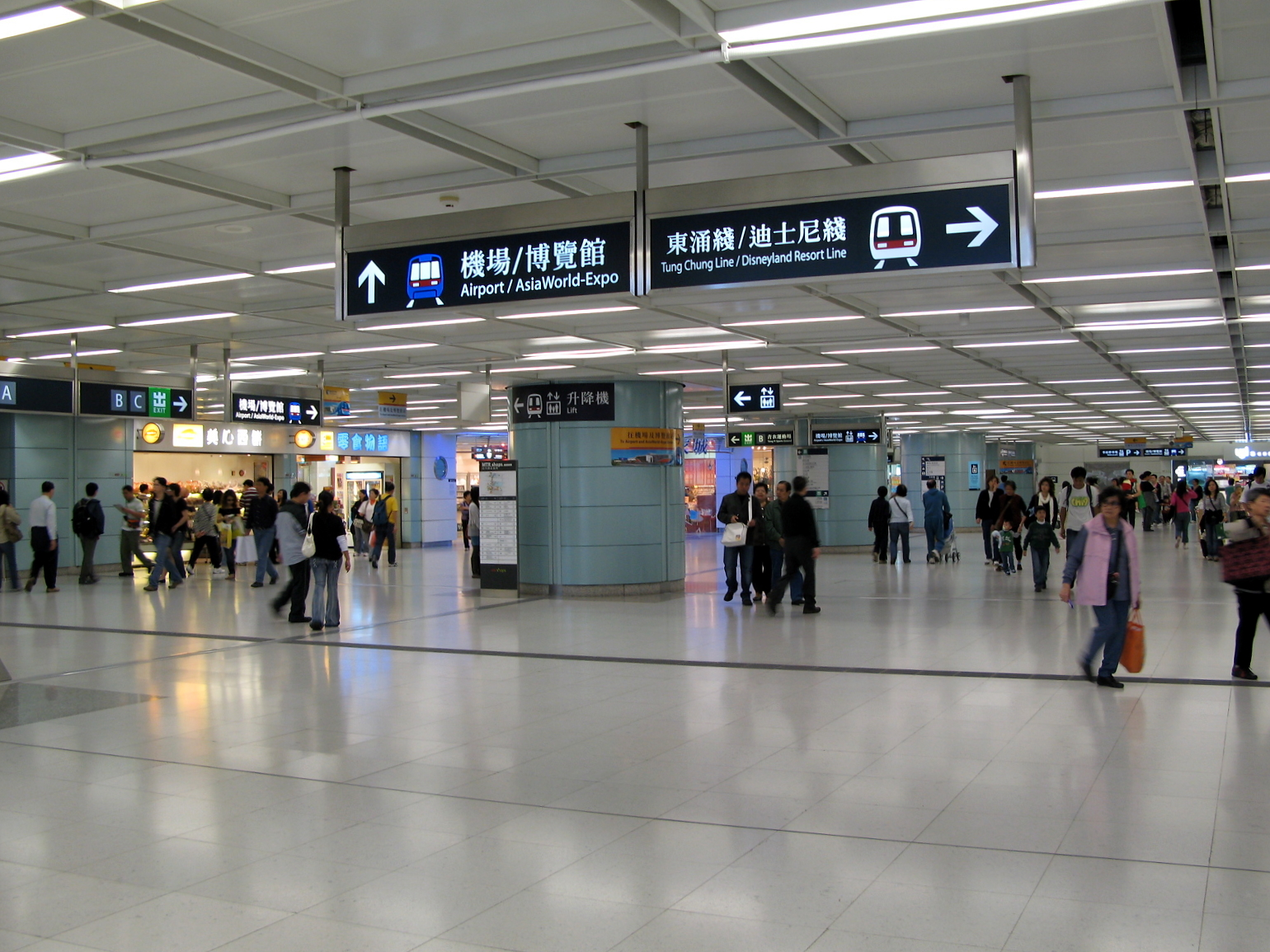
칭이역 대합실
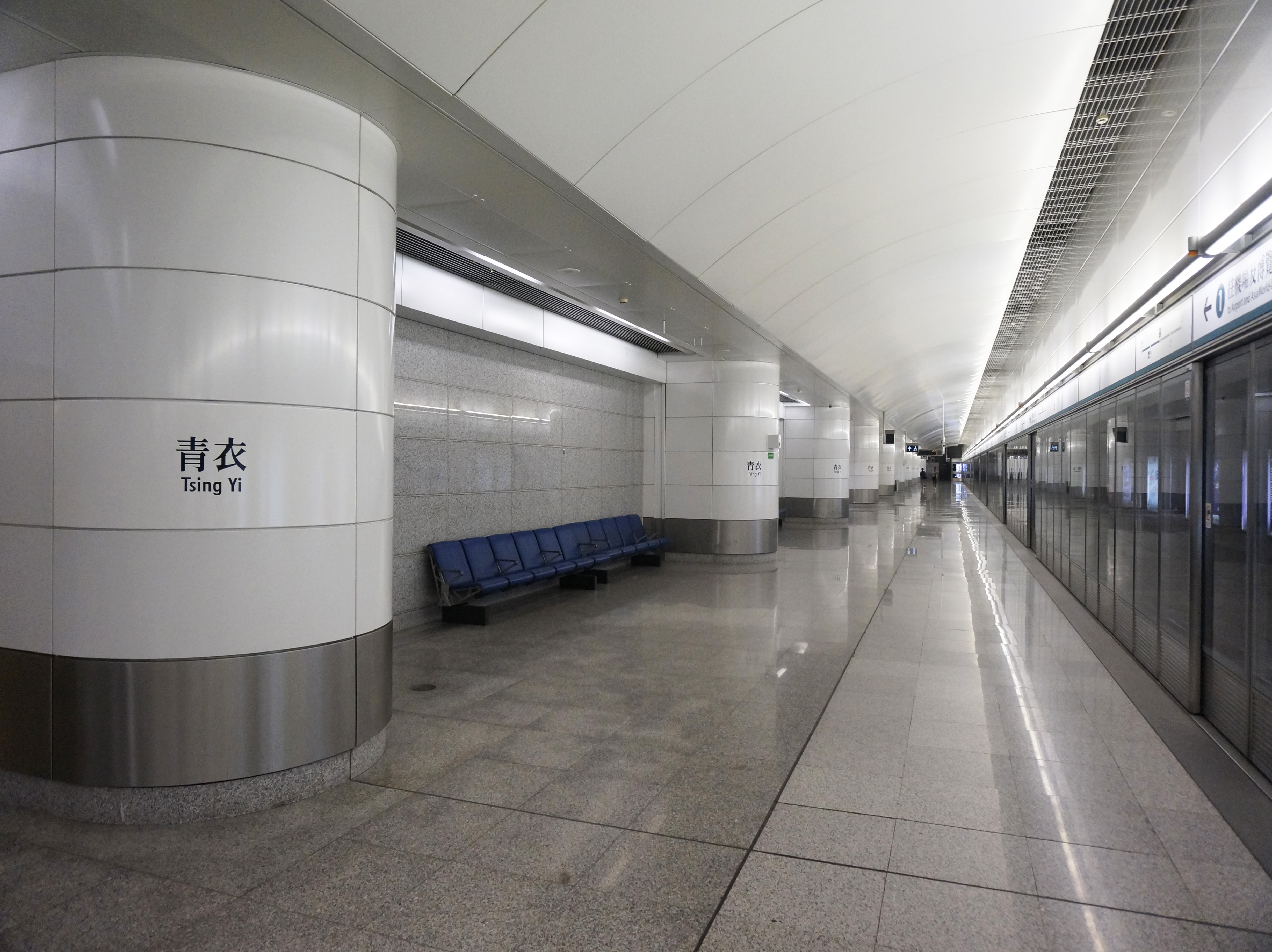
칭이역 공항철도 승강장
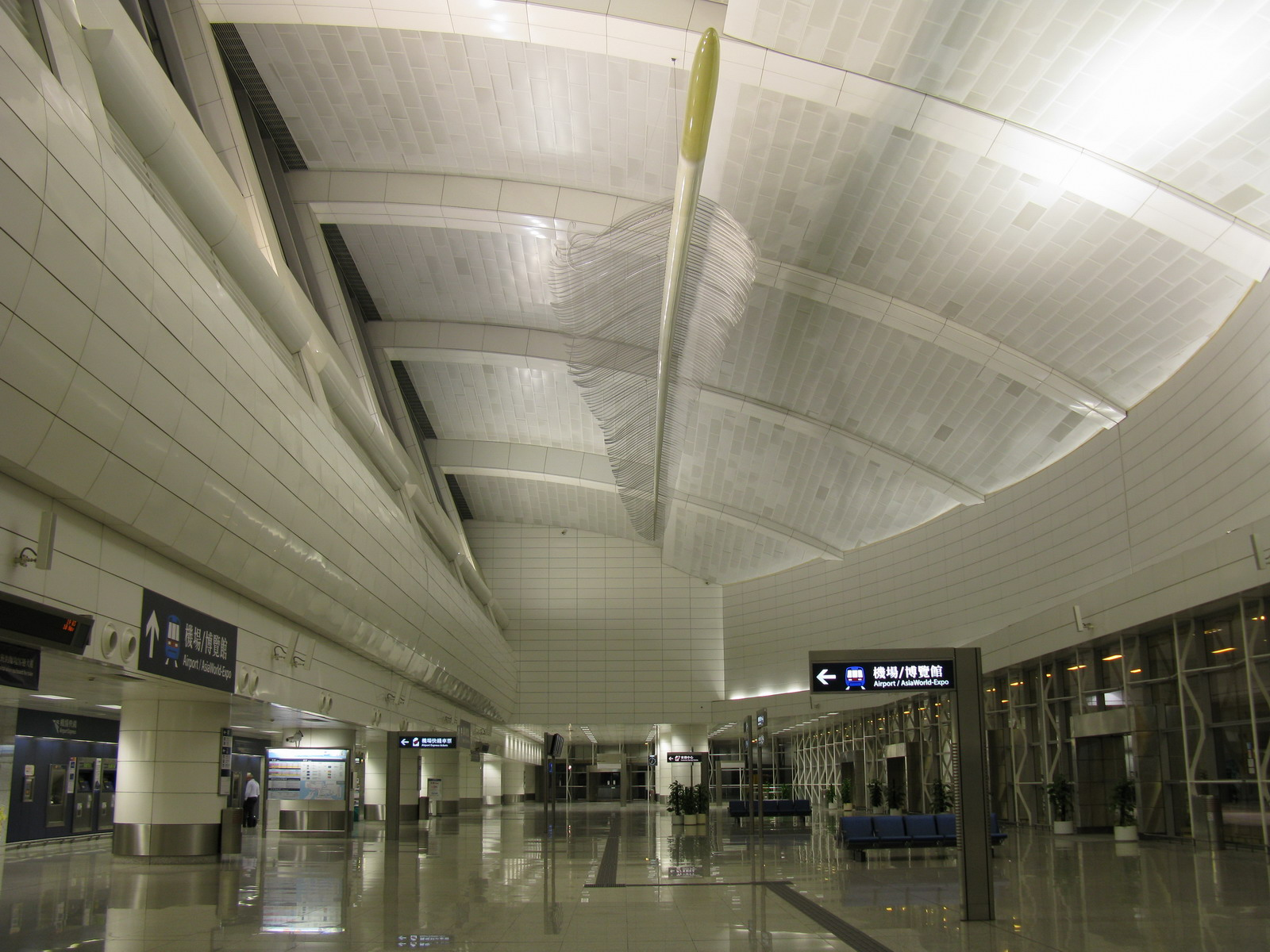
칭이 공항철도 U4 대합실
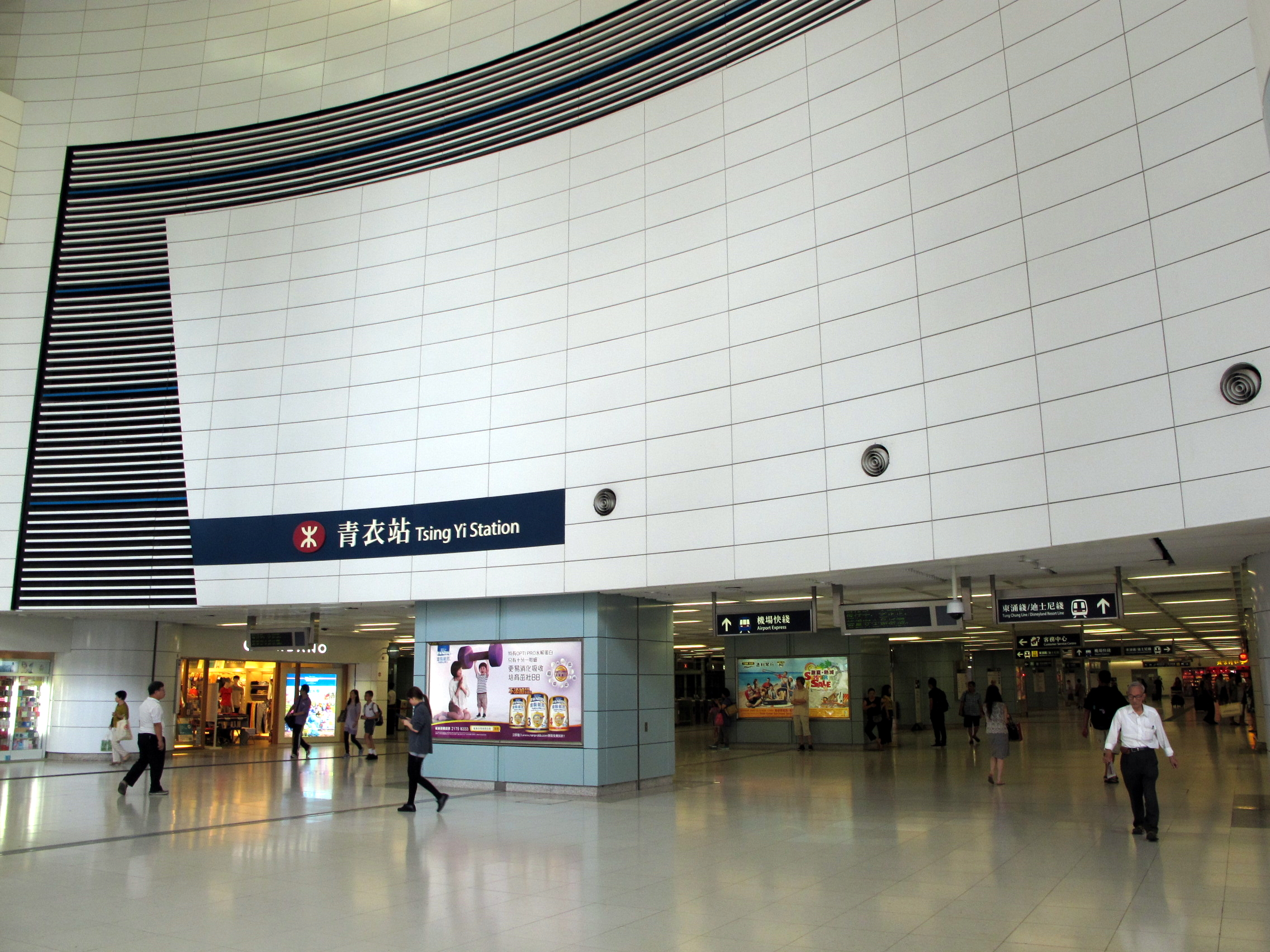
칭이역 A1 출구